# Córdoba (spansk provins)
Córdoba är en provins i södra Spanien som ingår i regionen Andalusien. Ytan är 13 769 km² och folkmängden var 784 376 personer åt 2005. Provinshuvudstad är Córdoba, där 40 procent av provinsens invånare bor.